# Dương Tư Kỳ
Dương Tư Kỳ có tên tiếng Anh là Shirley Yeung (sinh ngày 07 tháng 08 năm 1978 tại Bán đảo Cửu Long, Hồng Kông thuộc Anh) là một nữ diễn viên truyền hình-diễn viên điện ảnh, ca sĩ, người mẫu kiêm người dẫn chương trình nổi tiếng người Hồng Kông. Cô từng là diễn viên độc quyền của hãng TVB.

## Sự nghiệp
Dương Tư Kỳ đoạt danh hiệu Hoa hậu Hồng Kông vào năm 2001 và theo dự kiến ban đầu, cô sẽ trở thành đại diện cho Hồng Kông tại cuộc thi Hoa hậu Hoàn vũ 2002 nhưng Tổ chức Hoa hậu Hồng Kông đã mất giấy phép cuộc thi do đó cô không thể tham gia. Tại cuộc thi này cô còn giành được sáu giải thưởng và hiện tại đang giữ kỷ lục về số giải thưởng giành được của Hoa hậu Hồng Kông. Ngoài ra, cô còn lọt vào top 5 cuộc thi Hoa hậu Hoa Kiều năm 2001.

## Phim truyền hình
| Năm  | Tên phim                     | Tên tiếng Anh                 | Vai diễn                |
| ---- | ---------------------------- | ----------------------------- | ----------------------- |
| 2003 | Mặt Trái Của Tình Yêu 2      | The Threat of Love 2          |                         |
| 2003 | Xứ thần tiên                 | In the Realm of Fancy         | Bùi Thúy Vân            |
| 2003 | Tuổi trung niên              | Life Begins at Forty          | Nguyễn Tiểu Mai         |
| 2003 | Thanh Đao Công Lý            | Find the Light                | Trác Lan Cách Cách      |
| 2004 | Huyết chiến tình thù         | Blade Heart                   | Vương Di                |
| 2004 | Những thiên sứ vô danh       | Angels of Mission             | Đường Bảo Nhi           |
| 2004 | Thầy hay trò giỏi            | Shine on you                  | Lâm Dĩnh Ân             |
| 2005 | Mưu sinh                     | Hidden Treasures              | Bành Gia Ân             |
| 2005 | Gia đình tôi                 | My Family                     | Mao Tư Đình             |
| 2005 | Đội cứu hộ trên không        | Always Ready                  | Chu Tiểu Quyên          |
| 2005 | Bizarre file                 | Bizarre Files                 | Thời Gian Tinh Linh     |
| 2006 | Bí mật bảo tàng              | The Bitter Bitten             | Tịch Khả Nhi            |
| 2006 | Ân oán thượng hải            | Au Revoir Shanghai            | Niếp Mạn Hoa            |
| 2006 | Trăm mưu ngàn kế             | The Price of Greed            | Ân Duyệt Muội           |
| 2007 | Hành động đột phá            | The Brink of Law              | Tống Gia Nhi            |
| 2007 | Thánh kiếm                   | Devils Disciples              | Tư Đồ Thủy Linh         |
| 2007 | Thần toán thiên cơ           | A Change of Destiny           | Hoắc Y Na               |
| 2007 | Đội điều tra liêm chính 2007 | ICAC Investigators 2007       | Giang Gia Dụ            |
| 2008 | Danh gia vọng tộc            | The Silver Chamber of Sorrows | Thu Cúc                 |
| 2008 | Bằng chứng thép 2            | Forensic Heroes II            | Quách Hiểu Lâm (Sharon) |
| 2008 | Thế giới ảo                  | Pages of Treasures            | Lôi Uyển Nghi           |
| 2008 | Sức mạnh tình thân           | Moonlight Resonance           | Chung Tiếu Hà (lúc trẻ) |
| 2009 | Hổ phụ sinh hổ tử            | A Chip Off the Old Block      | Trình Lan Phân          |
| 2010 | Thiết mã phục thù            | A Fistful of Stances          | Cố Văn Quyên            |
| 2010 | Ngược dòng nghịch cảnh       | The Comeback Clan             | Lợi Dung San            |
| 2014 | Đội điều tra liêm chính 2014 | ICAC Investigators 2014       | Dương Tư Kỳ             |
| 2014 | Đại dược phường              | All That Is Bitter Is Sweet   | Phùng Ngọc Cầm          |
| 2015 | Ipcc files 201               | IPCC Files 2015               |                         |

## Phim điện ảnh
- Kung Fung Mahjong 3 (2007)
- Black Comedy (2014)
- The Bat Night (2014)
- Adieu (2018)
- Top Female Force (2019)

## Dẫn chương trình
| Năm  | Tên chương trình         | Đồng dẫn chương trình                     |
| ---- | ------------------------ | ----------------------------------------- |
| 2008 | Tips For Home Decoration | Tiền Gia Lạc                              |
| 2008 | Living Up                | Trương Khả Di, Từ Thục Mẫn & Candy Trương |
| 2010 | Go! EXPO                 | Liu Xuan, Lily Ho                         |
| 2011 | Travelling With Koyo     | Alan Wan, Ria Tong                        |
| 2011 | Where Feng Meets Shui    | Diệp Thúy Thúy                            |

## Âm nhạc
- Only Need You (OST Bí mật bảo tàng) (2006)